# Thiruvananthapuram
Thiruvananthapuram (äldre namn: Trivandrum) är huvudstad i den indiska delstaten Kerala. Den är även centralort i distriktet med samma namn. Folkmängden uppgick till cirka 800 000 invånare vid folkräkningen 2011. Storstadsområdet beräknades ha cirka 2,4 miljoner invånare 2018. Det vanligast förekommande språket är malayalam.
Padmanabhaswamytemplet i staden är cirka 2 000 år gammalt, och kung Marthandavarma gjorde Thiruvananthapuram till sin huvudstad 1729. Från 1745 var Thiruvananthapuram sedan huvudstad i riket Travancore. När Kerala blev egen delstat 1956 föll valet på Thiruvananthapuram som delstatens huvudstad.